# سمیره سعید
سمیره سعید (۱۰ ژانویهٔ ۱۹۵۸) خوانندهٔ مغربی - مصری است.
سمیره سعید در خانواده‌ای مسلمان در رباط پایتخت مراکش به دنیا آمد. او اکنون به همراه همسرش مصطفی نابلسی و تنها پسرش در قاهره زندگی می‌کند.
او نماینده مراکش در یوروویژن ۱۹۸۰ بود.

## زندگی‌نامه
سمیره سعید در ۱۰ ژانویه سال ۱۹۵۸ میلادی در رباط به دنیا آمد. سمیره خوانندگی را از همان آوان کودکی آغاز کرد. او این حرفه را به‌طور حرفه‌ای از سن نه سالگی آغاز کرد.
با حضور سمیره سعید در یک برنامه تلویزیونی او کم‌کم به خواننده‌ای شناخته شده در کشورش تبدیل گشت؛ و آهنگ‌های متعددی ثبت کرد.
سمیره سعید در سال ۱۹۷۸ میلادی به توصیه عبدالحلیم حافظ خواننده مصری برای گسترش دادن به کار هنری خود به مصر نقل مکان کرد.
آهنگ پیام عشق ((به عربی: بطاقة حب)) سمیره سعید در سال ۱۹۸۰ میلادی مقام هفتم را در مسابقه آواز یوروویژن کسب کرد.
در سال ۱۹۸۸ او برای بار نخست ازداج کرد. این پیوند تا سال ۱۹۹۴ ادامه داشت. در سال ۱۹۹۴ او با مصطفی نابلسی ازدواج کرد و در ۱۹۹۵ صاحب یک کودک شد.
در سال ۲۰۰۲ با آهنگ (به عربی: يوم ورا يوم) که به همراه شاب مامی خوانده بود محبوبیت او بسیار افزایش یافت.
در سال ۲۰۰۳ او برای آهنگ (به عربی: يوم ورا يوم) برندهٔ ورلد میوزیک آوارد و بی‌بی‌سی آوارد شد.
او در سال ۲۰۰۵ آهنگ (به عربی: قويني بيك) را به بازار عرضه کرد که مشتاقان زیادی داشت به ویژه ویدئو میوزیک آن که در اسپانیا ضبط شده بود.
در سال ۲۰۰۶ سمیره سعید آهنگی با نام کلنا انسان (همه آدمیانیم) برای بازی‌های جام ملت‌های آفریقا در قاهره را به سه زبان عربی انگلیسی و فرانسوی اجرا کرد.

## آلبوم‌ها

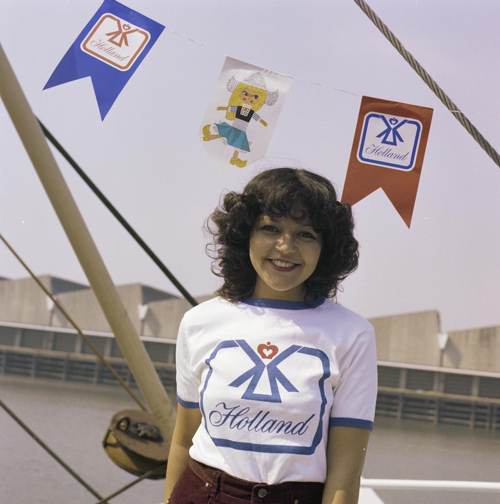
یورویژن ۱۹۸۰

1. (به عربی: بلا عتاب) ۱۹۷۷_۷۸ (آلبوم خلیجی) تهیه کننده: صوت الإمارات
2. (به عربی: الدنيا كده) ۱۹۷۸ تهیه کننده: موریفون
3. (به عربی: يادمعتي هدي) ۱۹۷۸ تهیه کننده: موریفون.. در فیلم ((به عربی: ساكتب اسمك على الرمال)) ۱۹۷۹ به بازیگری عزت العلایلی و سمیر صبری و به کارگردانی عبدالله المصباحی کارگردان مراکشی
4. (به عربی: خلاص حبينا) ۱۹۷۹ تهیه کننده: موریفون
5. (به عربی: أحلام الاميره) ۱۹۷۹ تهیه کننده: موریفون
6. (به عربی: بطاقة حب) ۱۹/۰۴/۱۹۸۰ تهیه کننده: شرکت فرانسوی و صوت الفن
7. (به عربی: توهه) ۱۹۸۱م تهیه کننده: صوت الفن
8. (به عربی: اسطوانة (علمناه الحب)) ۱۹۸۲ تهیه کننده: موریفون
9. (به عربی: اسطوانة (کتر الکلام)) ۱۹۸۳ تهیه کننده: موریفون
10. (به عربی: احكي ياشهرزاد) ۱۹۸۴ تهیه کننده: موریفون
11. (به عربی: ليلة الانس) ۱۹۸۴ تهیه کننده: موریفون
12. (به عربی: متهيالي) ۱۹۸۸ تهیه کننده: موریفون
13. (به عربی: اسطوانة (ایش جاب لجاب)) ۱۹۸۵ تهیه کننده: موریفون
14. (به عربی: يوم اقابلك فيه) ۱۹۸۵ تهیه کننده: موریفون
15. (به عربی: شي غريب) ۱۹۸۵ تهیه کننده: موریفون
16. (به عربی: سيداتي سادتي) ۱۹۸۶ تهیه کننده: موریفون
17. (به عربی: سيبك) ۱۹۸۶ تهیه کننده: دروب
18. (به عربی: امرك عجيب) ۱۹۸۷ تهیه کننده: موریفون
19. (به عربی: يا ابن الحلال) (آلبوم خلیجی) ۱۹۸۷ تهیه کننده: روتانا
20. (به عربی: انا ليك) ۱۹۸۶ تهیه کننده: الجزیرة
21. (به عربی: حكايه) ۱۹۸۷ تهیه کننده: موریفون
22. (به عربی: مش حتنازل عنك) ۱۹۸۷م تهیه کننده: روتانا
23. (به عربی: سيبني لوحدي) ۱۹۸۸م تهیه کننده: روتانا
24. (به عربی: آسفه) ۱۹۸۸م (آلبوم خلیجی) تهیه کننده: شرکت لیبیه
25. (به عربی: غريبه) ۱۹۸۹م (آلبوم خلیجی) تهیه کننده: روتانا
26. (به عربی: انا ولا انت) ۱۹۸۹ تهیه کننده: روتانا
27. (به عربی: تعبك راحه) ۱۹۹۰ تهیه کننده: روتانا
28. (به عربی: انساني) ۱۹۹۰ تهیه کننده: جولدن کاسیت هانی مهنی
29. (به عربی: شفت القمر) ۱۹۹۲ (آلبوم خلیجی) تهیه کننده: گولدن کاست هانی مهنی
30. (به عربی: حنيت لك) ۱۹۹۲ (آلبوم لیبی) تهیه کننده: الجزیرة
31. (به عربی: خايفه) ۱۹۹۲م تهیه کننده: گولدن کاست هانی مهنی
32. (به عربی: عاشقه) ۱۹۹۳م تهیه کننده: گولدن کاست هانی مهنی
33. (به عربی: آه من عينك) ۱۹۹۳ (آلبوم خلیجی) تهیه کننده: گولدن کاست هانی مهنی
34. (به عربی: انت حبيبي) ۱۹۹۴ تهیه کننده: گولدن کاست هانی مهنی
35. (به عربی: والله ماحنساك) ۱۹۹۶ تهیه کننده: گولدن کاست هانی مهنی
36. (به عربی: كل دي اشاعات) ۱۹۹۶ تهیه کننده: عالم الفن
37. (به عربی: الو) ۱۹۹۸ تهیه کننده: گولدن کاست هانی مهنی
38. (به عربی: عالبال) ۱۹۹۸ تهیه کننده: میجاستار
39. (به عربی: روحي) ۱۹۹۹ تهیه کننده: مگاستار
40. (به عربی: ليله حبيبي) ۲۰۰۱ تهیه کننده: مگاستار
41. (به عربی: يوم ورا يوم) ۲۰۰۲ تهیه کننده: عالم الفن
42. (به عربی: قويني بيك) ۲/۱۱/۲۰۰۴ تهیه کننده: عالم الفن
43. (به عربی: ايام حياتي) ۱۷/۷/۲۰۰۸ تهیه کننده: عالم الفن